# Joseph Hoàng Van Tiem
Giuse (dt. Joseph) Hoàng Văn Tiệm SDB (* 12. September 1938 in Hai Son; † 17. August 2013) war Bischof von Bùi Chu. Sein Name kombiniert westliche Namenstradition (Joseph als Vorname vor den Familiennamen Hoàng) mit vietnamesischer (Văn Tiệm als persönlicher Name steht hinter dem Familiennamen).

## Leben
Joseph Hoàng Van Tiem trat der Ordensgemeinschaft der Salesianer Don Boscos bei und studierte Philosophie in Hongkong sowie Theologie am Internationalen Institut der Salesianer für philosophische und theologische Studien im Kloster Cremisan in Bait Dschala. Er empfing am 19. April 1973 die Priesterweihe. Er war Professor für Moraltheologie am Institut der Salesianer in Đà Lạt, ab 1995 am Priesterseminar von Hanoi.
Papst Johannes Paul II. ernannte ihn am 4. Juli 2001 zum Bischof von Bùi Chu. Der Erzbischof von Hanoi, Paul Joseph Kardinal Phạm Đình Tụng, weihte ihn am 8. August desselben Jahres zum Bischof; Mitkonsekratoren waren François Xavier Nguyên Van Sang, Bischof von Thái Bình, und Joseph Nguyên Van Yên, Bischof von Phát Diêm.